# Smutná
Smutná är ett vattendrag i Tjeckien.   Det ligger i regionen Södra Böhmen, i den centrala delen av landet, 90 km söder om huvudstaden Prag.